# 范新发
范新发（1927年—1995年），台湾苗栗人，中华人民共和国石油化工工程师，1946年來到上海，原高桥石化公司副经理、总工程师，全国劳动模范，1979年参加台湾民主自治同盟，历任台盟上海市委员会副主任委员、台盟中央常委，他還是第六、七、八届全国政协委员，上海市人民政府参事室参事。